# تياغو لويز موريرا دي أرواخو
تياغو لويز موريرا دي أرواخو هو لاعب كرة قدم برازيلي في مركز الدفاع، ولد في 18 فبراير 1988 في كوريتيبا في البرازيل. لعب مع أتلتيكو يوفنتوس والنادي الرياضي المركزي ونادي بارانا ونادي فيتورول كونستانتا.